# Serhiy Kulish
Serhiy Kulish (17 de abril de 1993) é um atirador olímpico ucraniano, medalhista olímpico.

## Carreira
Serhiy Kulish representou a Ucrânia nas Olimpíadas, de 2012 e 2016, na qual conquistou a medalha de prata em 2016, na carabina de ar 10m. Ele voltou a conquistar a prata nos Jogos Olímpicos de Verão de 2024 na prova de carabina três posições masculino.